# Sōjōbō
Sōjōbō (僧正坊, littéralement « haut prêtre bouddhiste ») est une créature du folklore japonais. C’est le roi mythique des tengu, des divinités mineures qui habitent les montagnes et les forêts du Japon. Sōjōbō est un ancien yamabushi (ermite de la montagne) tengu avec de longs cheveux blancs et un nez anormalement long. Il transporte un éventail fait de sept plumes pour marquer sa position au sommet de la société tengu. Il est extrêmement puissant et une légende raconte  même qu'il a la force de 1 000 tengu normaux. Sōjōbō vit sur le mont Kurama au nord de Kyōto.

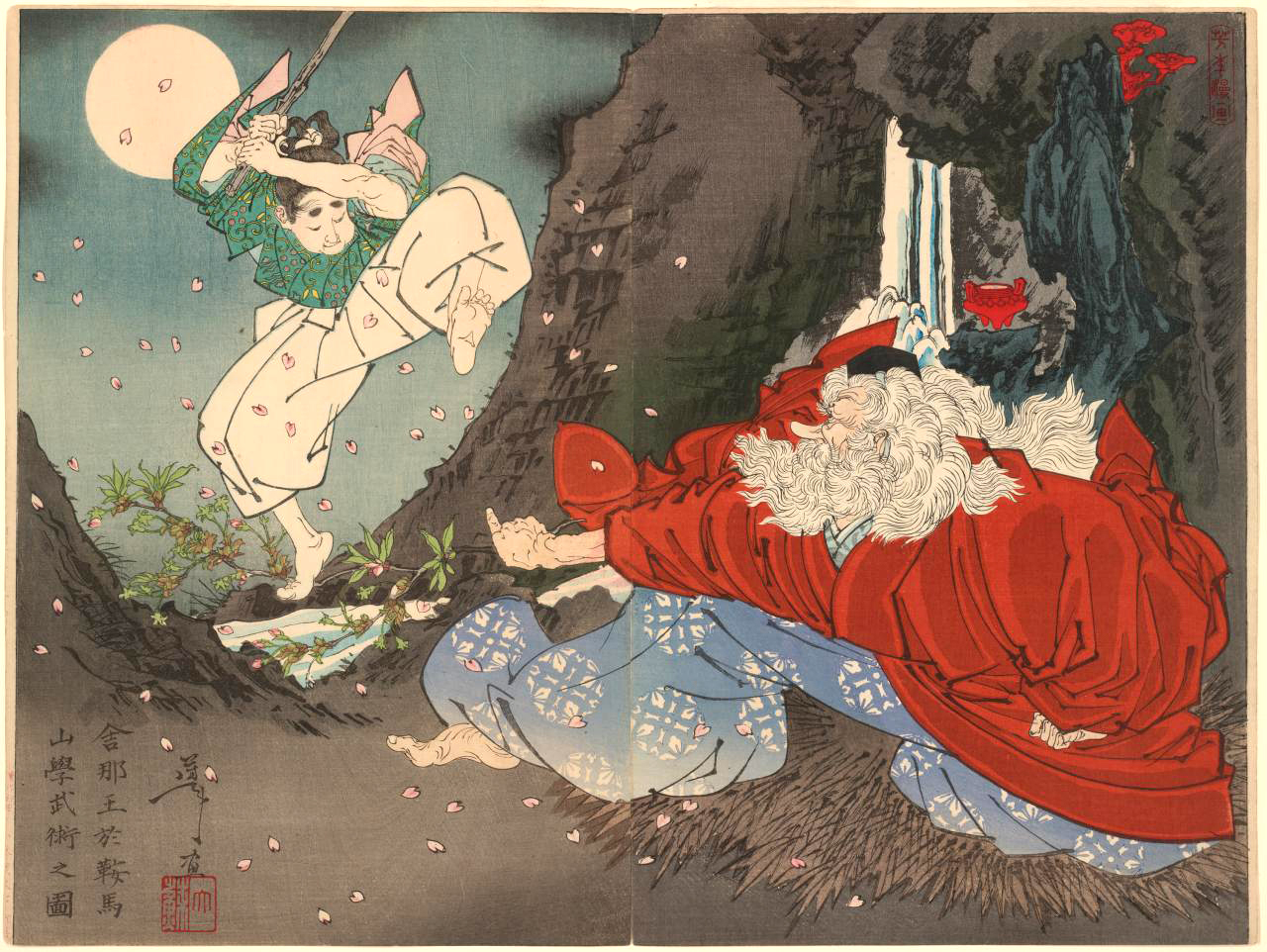
Sōjōbō (à droite) donne ses instructions pour manier convenablement l'épée à Minamoto Yoshitsune. Étampe datant de 1897 par Yoshitoshi.

Sōjōbō est peut-être plus connu pour avoir enseigné au guerrier Minamoto no Yoshitsune (alors connu sous son nom d’enfant Ushiwaka-maru ou Shanao) l'art de manier l'épée, les tactiques militaires et la magie au XIIe siècle. En fait, le nom « Sōjōbō » vient de Sōjōgatani, la vallée au mont Kurama près du lieu saint de Kifune associé au Shugenja. C'est dans cette vallée qu'Ushiwaka s’est entraîné avec Sōjōbō dans la légende. Cette relation servit de base à plusieurs œuvres d’art japonaises, dont une de Tsukioka Yoshitoshi.